# ひがし大雪高原鉄道
ひがし大雪高原鉄道(ひがしたいせつこうげんてつどう)は、北海道河東郡上士幌町にあるかつて日本国有鉄道（国鉄）士幌線が通っていたが、国鉄分割民営化直前の1987年（昭和62年）3月23日に全線が廃止となった跡地の旧糠平駅構内に作られた狭軌足こぎトロッコ。全長は662m。

## 概要

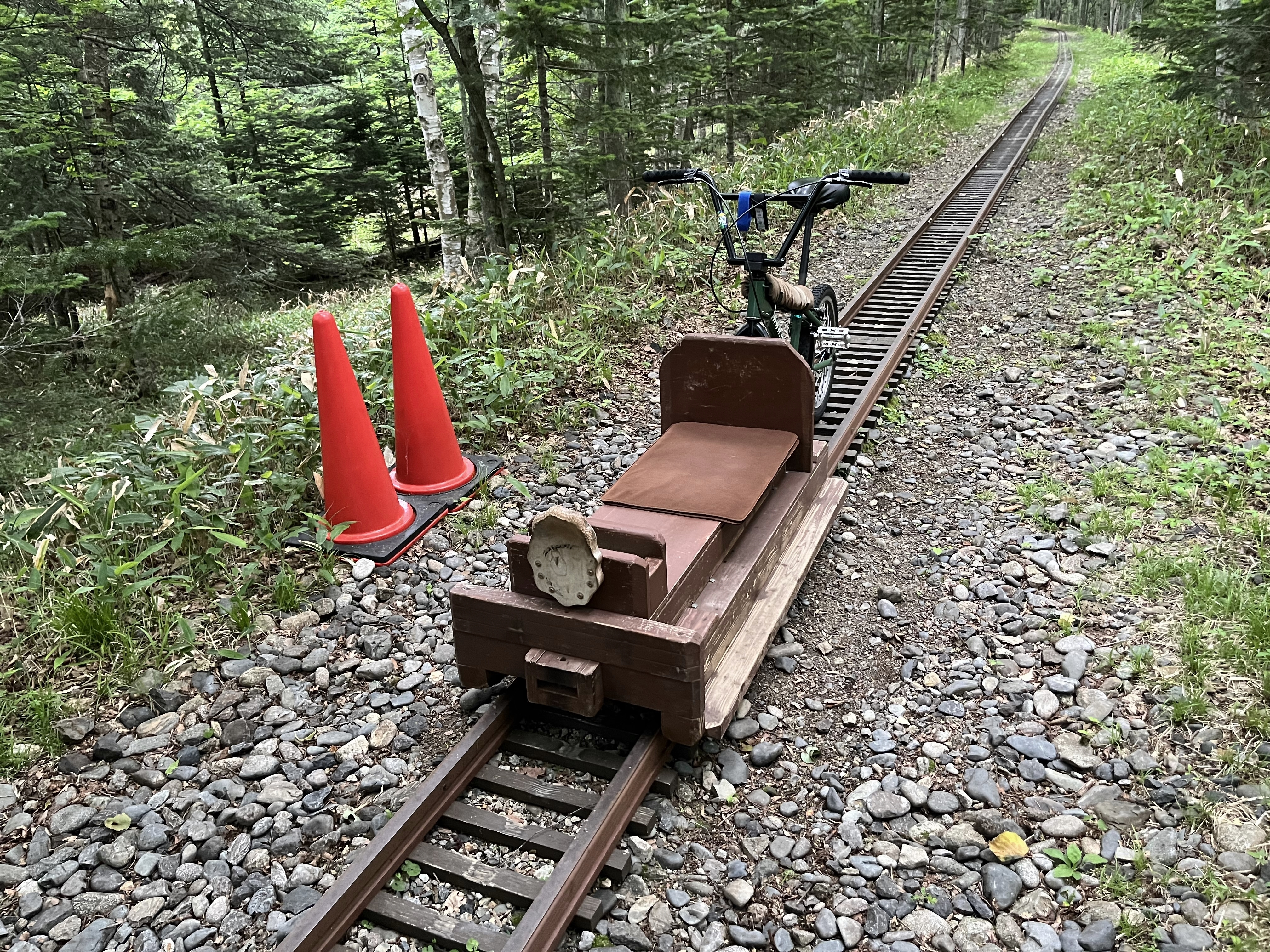
森のトロッコ鉄道　エコレール

使われなくなった旧士幌線沿線地域の活性化を目的としてNPO法人ひがし大雪アーチ橋友の会が2004年から太陽北海道地域づくり財団、ニトリ北海道応援基金、糠平地域活性化チャレンジ事業などの支援を受けて開通した。信号機や車掌車の再塗装、レールの敷設、駅名標と踏切り警報機の設置、桜の植樹など行ってきた。レールの間隔は一般の鉄道と同じ1,067mm、レールは士幌線で使われていた30kgレールなどを利用している。上士幌町鉄道資料館敷地内を発着点に、森の中や糠平湖岸の鉄路(1往復約1,300m)を走る。乗車中には係員が周辺の観光ガイドを行い、記念写真タイムも設定している。犬などペットの乗車も可能である。所要時間は約20分である。

## アクセス
鉄道
- JR帯広駅から自動車で1時間40分

- JR旭川駅から自動車で2時間30分

バス
- 十勝バスぬかびら線
  - 帯広駅バスターミナル-ぬかびら源泉郷営業所前
- 十勝バスノースライナー
  - 旭川駅前-ぬかびら源泉郷